# Beecroft Art Gallery
Beecroft Art Gallery és una galeria de Southend-on-Sea, Essex, Anglaterra. Abans del 2014, la galeria es trobava en un edifici eduardià a Station Road a Westcliff-on-Sea, que va ser donat al poble de Southend-on-Sea el 1952 per Walter Beecroft per allotjar la seva eclèctica col·lecció d'obres d'art. Walter Beecroft era un advocat a Leigh. El 1928 ja havia creat un subcomitè de Galeria d'Art de la Comissió de Biblioteques i Museus Públics, i el 1947 va proposar dotar un edifici per convertir-se en una Galeria d'Art. Finalment, això va conduir a la Beecroft Art Gallery a Station Road. Beecroft també va dotar el Beecroft Bequest, un fons de compra d'art administrat per l'Associació de Museus. La galeria es va traslladar el 2014 a l'antiga casa de la Biblioteca Central a Victoria Avenue, Southend-on-Sea.

## Col·leccions d'art
La Beecroft Art Gallery té una col·lecció permanent de més de 2.000 obres, que van des de pintures holandeses del segle XVII fins a obres contemporànies. La col·lecció inclou artistes com Molenaer, Ruisdael i Berchem, a més d'artistes del segle xix com Rossetti, Constable i Edward Lear. Hi ha obres de Carel Weight, el Great Bardfield Group i un bronze de Jacob Epstein. L'artista local Alan Sorrell està representat per la seva sèrie de dibuixos de Núbia que representa una visita a Egipte abans de la construcció de la presa d'Assuan. La col·lecció Thorpe Smith de vistes de paisatges locals conté pintures, dibuixos i gravats des de 1803.
Les vistes locals i els paisatges marins inclouen: Afternoon, Hadleigh de George Shalders; At Leigh, Essex de Gustav de Breanski (c.1880–1890); Boats at Leigh de Sheila Appleton (1982); Chalkwell Bay de Belton Hills, Leigh d'H. G. Allnutt;....Cliff Parade, Leigh on Sea d'Arthur H. Taylor; Crowstone Beach d'Alfred Harvey Moore; Evening oyster boat off Southend Pier de William_Calcott_Knell (1867); i Leigh, Essex de Charles Fisher (1878).

## Col·lecció de moda i tèxtils
El Servei de Museus Southend ha anat adquirint moda històrica com a part de la seva col·lecció d'història social des de la seva obertura la dècada del 1970. Les col·leccions han estat reallotjades posteriorment en la Galeria d'Art de Beecroft i allà se celebren exposicions de moda una vegada a l'any.
Les principals fortaleses de les col·leccions són les dècades que van des dels anys 20 fins als anys setanta, però hi ha peces anteriors importants, sobretot una estranya sabata de sola d'escòria del segle xvii. No és d'estranyar que el vestit de platja sigui una àrea important de col·lecció: el 2009, Southend va rebre una donació de 500 vestits de bany d'un col·leccionista privat, Mavis Plume. Daten de 1900 a 1980 i inclouen diverses peces estranyes.
Els vestits de bany inclouen un vestit d'home de la dècada de 1920 de seda pura, fabricat a Brighton, un vestit de bany de punt casolà de la dècada de 1930 per a dones, i un vestit de cotó marí tot en un amb rivets de color crema, que data de c.1900.
La roba de dona inclou una túnica de seda verd poma utilitzada per Sarah Wiseman de Paglesham, Essex en el seu casament el 1813, un abric de pana verd dels anys 1930, i un vestit d'estiu de cotó groc dels anys 50 amb estampat en blanc i negre i negre i llaços de vellut.

## Fotografies addicionals

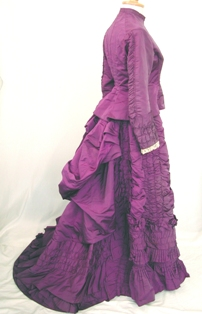
Vestit de la dècada de 1870 a la col·lecció de vestits de Southend
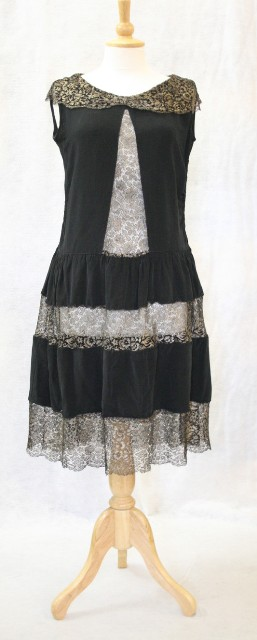
Un vestit d'encaix daurat i negre dels anys 20 de la col·lecció de Southend Museums Service
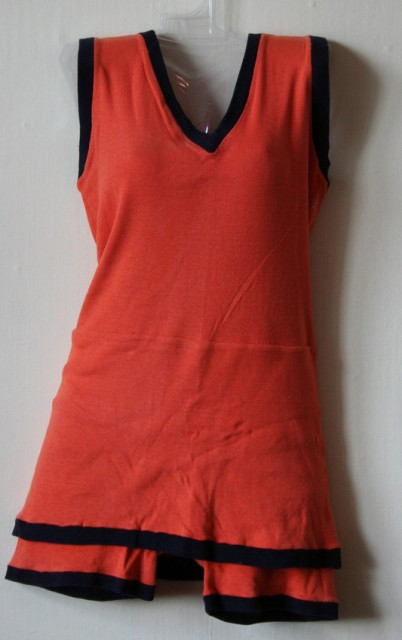
Un vestit de bany per a dona de jersei de llana taronja, c.1925. De les col·leccions de vestuari de Southend Museums Service